# Albert Decker (Maler)

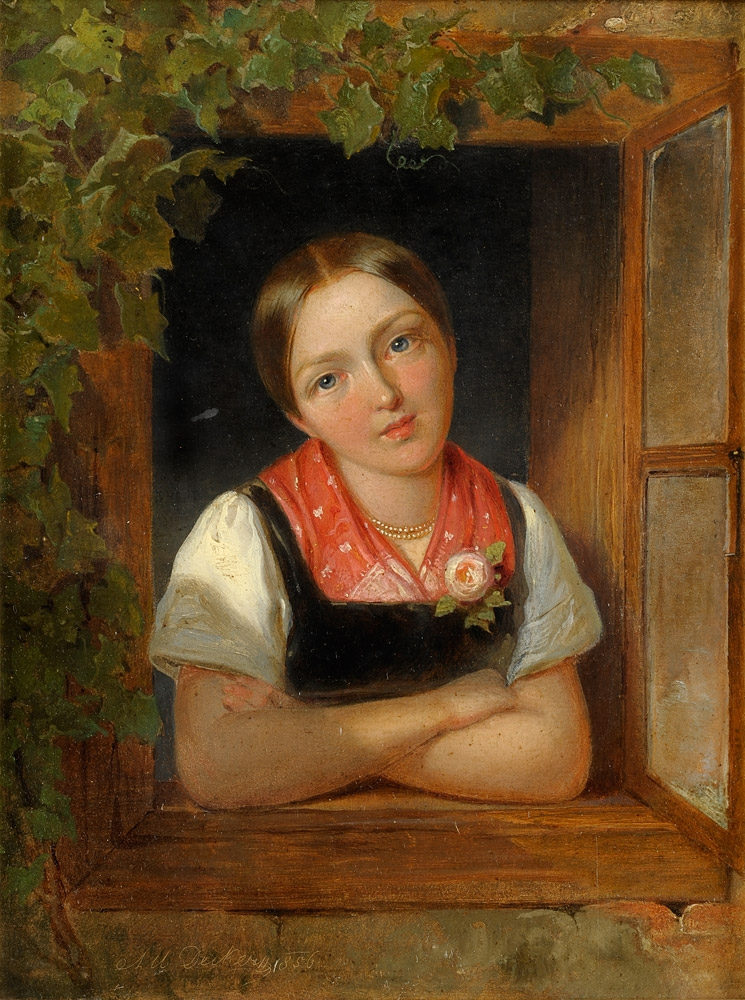
Mädchen am Fenster

Albert Decker (* 18. Juni 1817 in Colmar; † 7. Juli 1871 in Wien) war ein österreichischer Maler und Lithograph sowie Schauspieler.

## Leben
Albert Decker war Sohn des Porträtmalers französischer Abstammung Johann Stephan Decker (1783–1844). Seine Brüder Georg Decker (1818–1894) und Gabriel Decker (1821–1855) wurden ebenfalls Porträtmaler.
Decker kam mit seiner Familie 1818 nach Pest und 1821 nach Wien. Er wurde, wie auch seine Brüder, Schüler seines Vaters und wurde als Porträtmaler in Wien tätig. Seit 1839 nahm er an Kunstausstellungen teil.
Nach dem Tod des Vaters 1844 wurde er Schauspieler am Theater an der Wien, beschäftigte sich aber weiterhin mit der Porträtmalerei und Lithografie.
1846 schuf er die Porträtlithographie mit dem Gruppenbild des Offizierskorps des Zweiten Wiener Bürgerregiments.